# Arielulus societatis
Arielulus societatis là một loài động vật có vú trong họ Dơi muỗi, bộ Dơi. Loài này được Hill mô tả năm 1972.

## Hình ảnh

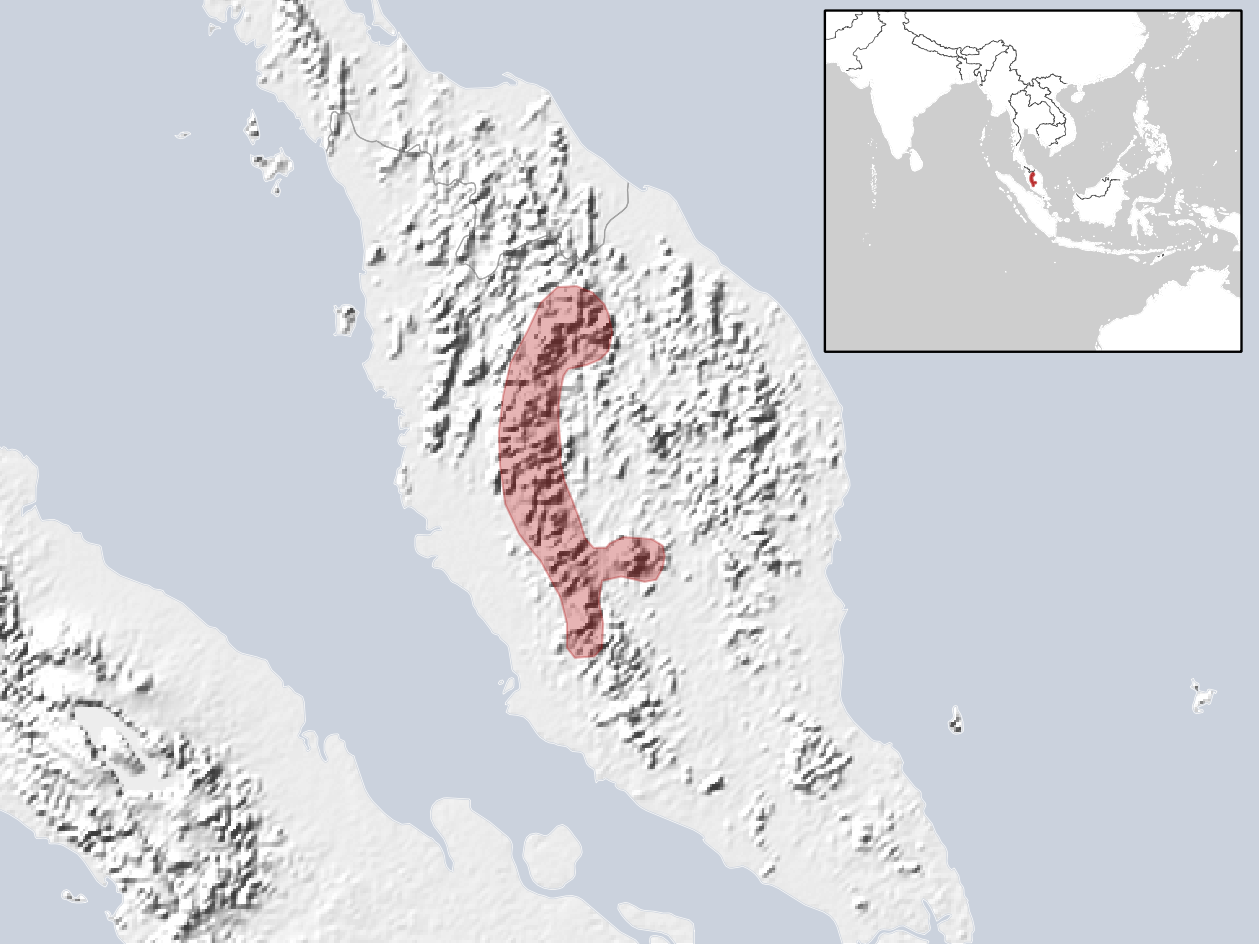